# جینو بیانکو
لویجی امیلیو رودولفو برتتی بیانکو (پرتغالی: Luigi Emilio Rodolfo Bertetti Bianco؛ زادهٔ ۲۲ ژوئیهٔ ۱۹۱۶ در میلان، درگذشتهٔ ۸ مهٔ ۱۹۸۴ در ریو دو ژانیرو) رانندهٔ مسابقات اتومبیل‌رانی فرمول یک اهل برزیل بود که در فصل ۱۹۵۲ در مجموع در چهار گراند پری شرکت کرد، اما موفق به کسب هیچ امتیازی نشد.
بیانکو در ۸ مهٔ ۱۹۸۴ بر اثر بیماری تنفسی در ریو دو ژانیرو درگذشت.